# Eduardo Niebla
Eduardo Niebla (* 29. Juli 1955 in Tanger) ist ein spanischer Gitarrist, Arrangeur und Komponist.

## Leben und Wirken
Niebla wurde in Tanger als siebentes von elf Kindern aus Andalusien stammender Eltern geboren, von denen fast alle eine musikalische oder künstlerische Laufbahn einschlugen. Er spielte bereits als Kind Akkordeon und Gitarre und gründete elfjährig seine erste Band, die Folk-Pop-Gruppe Los Helios, mit der er in Schulen auftrat. Daneben hatte er mit seiner Schwester Pilar im Rundfunk ein Programm, in dem sie Gedichte begleitet von der Flamencogitarre vortrugen. Mit seinen Brüdern Felix (Bass) und Salvador (Schlagzeug) gründete er 1966 die Guevara Group, die bei Konzerten und Folkfestivals in Katalonien auftrat.
1968 wurde er Mitglied der Band Metafora, mit der er durch ganz Spanien tourte. Im Jahr 1973 gründete er sie Symphonic-Rock-Gruppe Atlia, mit der er drei erfolgreiche Alben produzierte. In Frankreich nahm er 1975 an mehreren Ausstellungen des Konzeptkünstlers Jaume Xifra teil und komponierte Musik für das Arabische Theater in Paris. In Spanien gewann er mehrere Preis und bekam den Ruf als einer der besten Gitarristen des Landes.
1976 arbeitete Niebla mit dem Jazzgitarristen Carlos González in Sevilla zusammen; das Duo komponierte von Wes Montgomery inspirierte Stücke. Zwei Jahre später ging er als Studiomusiker nach London. Als Mitglied der Gruppe Mother Gong nahm er 1980 ein Album auf. Im gleichen Jahr trat er im Ronnie Scott’s Club mit dem Freejazz-Saxophonisten Lol Coxhill auf, mit dem er auch später gelegentlich zusammenarbeitete.
Anfang der 1980er Jahre komponierte Niebla Musik für mehrere Spiel- und Dokumentarfilme (u. a. Active Birth, RD Laing, Pablo Neruda, El Gato y la Paloma). Er trat als Gast mit Autoren wie Fran Lanesman, John Cooper Clarke und Mike Horovitz auf und gründete 1981 eine neue eigene Band. Dieser gehörten sein Bruder Salvador (Schlagzeug), Judy Garratt (Geige), Dennis Milner (Kontrabass), Mark Lorraine (Horn), Lol Coxhill (Saxophon), Didier Malerve (Flöte), Lyn Dobson (Saxophon) John Mackenzie (elektrische Bass), Elise Lorraine (Gesang) und Zandy Gordon (Keyboards) an. Im Folgejahr arbeitete er als Jazzmusiker mit einem eigenen Quartett.
1983 startete er das europaweit erfolgreiche Projekt Eduardo Niebla Guitar Duo, bei dem Musiker wie Bob Grant, Emilio Maya, Antonio Forcione, Pepe Justicia, Michele Cea, Dominic Grant, Victor Unukovsky, Mark Johns und Giorgio Serci seine Partner waren. Es gab Auftritte in der Wigmore Hall, am Bloomsbury Theatre und am Richmond Theatre in London und in den Fairfield Halls in Croydon. Das Duo tourte durch Europa und trat bei der San Isidro Fiesta in Madrid in der Rockodromo Arena vor 35.000 Zuschauern auf.
1990 tourte Niebla als Solist durch Südafrika. Als neue musikalische Partner lernte er den russischen Jazzgitarristen Viktor Unikovsky und den palästinensischen Oudspieler Adel Salameh kennen. Mit beiden entstanden CD-Aufnahmen, mit Salameh tourte er 1996 durch Großbritannien. 1997 entstanden Aufnahmen mit dem Sänger und Perkussionisten Paban Dasbaul, dem indischen Flötisten Deepak Ram und dem Sitarvirtuosen Purvayan Chatterjee. Eine neue Tournee des Eduardo Niebla Guitar Duo fand 1998 statt, gefolgt von der The Eduardo Niebla Experience mit dem Tablaspieler Sanjay Jhalla und dem Gitarrenbegleiter Giorgio Serci.

## Diskographie
- 2010: Eduardo Niebla: My Gypsy Waltz
- 2004: Eduardo Niebla: Lights from the Inner Side
- 2003: Eduardo Niebla: Natural
- 1999: Eduardo Niebla: The Gift
- 1996: Eduardo Niebl&Adel Salameh: Mediterraneo
- 1996: Eduardo Niebla: Magic Nights
- 1996: Eduardo Niebla: I Can Fly Now
- 1993: Eduardo Niebla: Breathing
- 1992: Eduardo Niebla&Antonio Forcione: Poema
- 1992: Eduardo Niebla: The Sailors
- 1992: Eduardo Niebla: Spanish Projects
- 1991: Eduardo Niebla: Work for Three
- 1990: Eduardo Niebla&Alan Zeta: Sequence for Guitar
- 1988: Eduardo Niebla&A. Foulcer: The Alexander Project
- 1987: Eduardo Niebla&Antonio Forcione: Music Without Frontiers
- 1987: Eduardo Niebla&Antonio Forcione: Celebration
- 1985: Eduardo Niebla&Antonio Forcione: Eurotour
- 1984: Eduardo Niebla&Antonio Forcione: Light and Shade
- 1981: Eduardo Niebla: Towards the Sun
- 1978: Mother Gong: Fairy Tales
- 1976: Atila: Reviure
- 1975: Atila: Intention
- 1974: Atila: The Beginning of the End

## Weblink
- Homepage von Eduardo Niebla